# ソワソン会議
ソワソン会議（ソワソンかいぎ、英語: Congress of Soissons）は、1728年6月から1729年7月まで、フランスのソワソンで開催された、主にグレートブリテン王国（イギリス）とスペインが主導した外交会議。

## 概要
ソワソン会議はエル・パルド会議とともに、英西戦争の発端となったイギリスとスペインの間の貿易と領土紛争を解決しようとした。
イギリス代表のスティーブン・ポインツとホレーショ・ウォルポールは対イギリスのスペイン＝オーストリア同盟が成立する前にイギリスとスペインの間の紛争を円滑に解決しようとした。ニューカッスル公爵の指示で2人は強硬な態度に出て、交渉を成功させた。スペインはイギリスによるミノルカ島とジブラルタル領有を認める代わりにイギリスはスペインのイタリアにおける権益を承認した。
会議の成功で両国はセビリア条約を締結したが、1730年代に紛争が再燃し、1739年にはジェンキンスの耳の戦争が勃発した。